# Anthony Davis (football américain, 1980)
Pour les articles homonymes, voir Anthony Davis et Davis.
(en) Statistiques sur pro-football-reference
Anthony Davis (né le 27 mars 1980 à Paterson) est un joueur américain de football américain.

## Carrière

### Université
Davis entre à l'université technologique de Virginie où il joue pour l'équipe des Hokies de football américain.

### Professionnel
Anthony Davis n'est sélectionné par aucune équipe lors du draft de la NFL de 2003. Il signe peu de temps avec les Buccaneers de Tampa Bay et est conservé pour l'ouverture de la saison 2003. Il ne joue aucun match de sa saison de rookie et joue ses premiers matchs professionnels la saison suivante, en entrant au cours de deux matchs. En 2005 et 2006, il joue tous les matchs durant ces saisons comme offensive tackle titulaire avant de revenir à un poste de remplaçant durant les deux saisons suivantes. Il est libéré au cours de la saison 2008.
Après cela, il tente de retrouver un club, d'abord avec les Rams de Saint-Louis mais la franchise basé dans le Missouri ne l'intègre qu'à son équipe d'entraînement. La saison suivante, il tente sa chance aux Saints de la Nouvelle-Orléans mais il échoue dans sa quête de rejouer en NFL.
Néanmoins, il ne désire pas jouer cette saison 2009 comme agent libre et signe avec les Tuskers de Floride, jouant en United Football League et joue deux saisons avec cette équipe avant que celle-ci se renomme en Destroyers de Virginie qui remporteront le championnat UFL 2011.

## Palmarès
- Seconde équipe de la conférence Big East 2002
- Championnat UFL 2011